# You are you
『You are you』は、日本の演歌歌手氷川きよしの、ポップスアルバム第2弾である。2021年8月24日発売。発売元は日本コロムビア。

## 概要
Aタイプは初回完全限定のスペシャル盤でCD+DVD。Bタイプは通常盤でCDのみ。初回完全限定スペシャル盤のDVDには「You are you」「Glamorous Butterfly」のPVが収録された。
いずれも、豪華歌詩ブックレット付。Aタイプ・Bタイプ共に、絵柄別のスペシャルステッカー封入。
Aタイプ・Bタイプ共に、ジャケット写真及び歌詞ブックレットの内容はそれぞれ異なる。

## 収録曲
1. Frontier　[4:03]
作詩：石丸さちこ／作曲・編曲：森大輔
2. Jeanne d’Arc〜聖女の微笑み〜　[4:07]
作詩・作曲：塩野雅／編曲：梅堀淳
3. Labyrinth　[3:57]
作詩・作曲：塩野雅／編曲：NaO
4. 小夜月　[5:40]
作詩：中村真悟・塩野雅／作曲・編曲：中村真悟
5. 紫のタンゴ(New ver.)　[3:40]
作詩：湯川れい子／作曲：すぎもとまさと／編曲：梅堀淳
6. 9月に逢いたい　[4:56]
作詩：kii／作曲：平義隆／編曲：内田敏夫
7. 生まれてきたら愛すればいい　[5:39]
作詩：ヤマザキマリ／作曲：木根尚登／編曲：nishi-ken
8. RESET　[4:33]
作詩・作曲：木根尚登／編曲：清水信之
  - 木根尚登のカバー
9. You are you　[4:43]
作詩：kii／作曲：木根尚登／編曲：清水信之
10. SEVEN DAYS WAR　[5:19]
作詩：小室みつ子／作曲：小室哲哉／編曲：nishi-ken
  - TM NETWORKのカバー
11. Glamorous Butterfly　[4:50]
作詩・作曲：大黒摩季／編曲：Yohey Tsukasaki
12. I Don't Wanna Lie　[4:59]
作詩：micca／作曲・編曲：布袋寅泰